# マイケル・フット
マイケル・マッキントッシュ・フット（Michael Mackintosh Foot、1913年7月23日 - 2010年3月3日）は、イギリスのジャーナリスト、政治家。1980年から1983年まで、労働党の党首を務めた。

## 経歴

### 若年期
1913年、デヴォンのプリマスに生まれる。プリマス大学プレパラトリー・スクール、レディングのレイトンパーク・スクール (Leighton Park School) に通った後、オックスフォード大学ワダム・カレッジ (Wadham College) で哲学、政治、経済学を学んだ。学生時代、歴代に渡り有力政治家を輩出してきたことで有名な弁論部オックスフォード・ユニオン（Oxford Union）の会長も務めている。また、アメリカへのディベートツアー・ESU USAツアーにも参加していた。
卒業後の1934年、リヴァプールで積荷事務員となる。フットはここで、これまでプリマスで見てきたものとは大きくかけ離れた失業と貧困の現実を目の当たりにする。このことはフットに衝撃を与え、これまで自由主義者だった彼は、オックスフォード大学労働者クラブのデイヴィッド・ルイス (David Lewis) らの影響で社会主義者に転向した。その後労働党に入党し、22歳にしてモンマス選挙区から1935年の総選挙にも出馬した。この選挙戦において、フットはスタンリー・ボールドウィン首相を強く批判し、「ヨーロッパにおける再軍拡競争を中止しなくてはならない」と主張した。また1933年、ジェノヴァにおける相互軍縮会議が失敗すると、一方的にでも軍縮を進めるべきだと主張したが、この選挙では当選を果たすことは出来なかった。

### ジャーナリスト時代
その後、政治雑誌『ニュー・ステイツマン』 (New Statesman) でジャーナリストとして働くようになる。1937年、左派系週刊誌『トリビューン』 (Tribune) の創刊と共に移籍し、労働党や左派政党との間で組まれた反ファシスト連合戦線を支援した。このときの反ファシスト連合には、スタフォード・クリップス (Stafford Cripps) の社会主義者連盟、独立労働党、イギリス共産党なども参加していた。1938年、初代編集長のウィリアム・メラーは共産党が人民戦線戦術に回帰すると、これに反対して解雇されてしまう。フットもこれに従い、ファシズムと宥和政策に反対して職を辞した。
その後、アナイリン・ベヴァンの推薦により、フットは初代ビーバーブルック男爵マックス・エイトケンに雇われ、新聞『イブニング・スタンダード』 (Evening Standard) の編集者として働くことになった。ベヴァンは「骨のある若者がいます。上司の解雇に抗議して、自分も辞職した男です」と言ってフットをビーバーブルック卿に紹介したという。
第2次世界大戦が勃発すると、フットは従軍を希望するも、慢性的な喘息のせいで拒まれてしまう。1940年、"Cato" のペンネームを用い、スタンダード紙のフランク・オーウェン (Frank Owen)・デイリー・エクスプレス紙のピーター・ハワード (Peter Howard) と共に Guilty Men を出版。ネヴィル・チェンバレン首相の宥和政策を批判し、たちまちベストセラーとなった。1942年には、28歳にしてイブニング・スタンダード紙の編集長となる。
1947年には、リチャード・クロスマン (Richard Crossman)、イアン・ミカード (Ian Mikardo) らと共に、労働党左派の機関紙キープ・レフト (Keep left) に参加している。

### 政界へ
フットの政治家としてのキャリアは、1945年の総選挙にヴォンポート選挙区から出馬し、当選したことから始まる。彼は党内で左派のリーダー格だった、アニュエリン・ベヴァンの最も親しい盟友であったが、ベヴァンが1957年の党大会で一方的核廃絶を断念を表明して以降、2人は仲たがいしてしまう。
以前、「キープ・レフト」に参加していたこともあり、冷戦が起こる以前の1940年代、彼は親ソ連外交の信望者であった。しかし、ハンガリー事件やチェコ事件でのソ連の対応が明らかになると、フットは反共産主義への立場を明確にし、NATO体制を受け入れるようになった。一方で、政府のスエズ危機や朝鮮戦争への対応、西ドイツの再軍備に対しては反対の姿勢を貫き、核兵器廃絶運動 (Campaign for Nuclear Disarmament) の創設にも参加した。
1955年の総選挙では予想外の敗北を喫し落選してしまうが、1960年にベヴァンが死亡すると、彼のエブ・バレー選挙区を受け継いで補欠選挙で当選。議会に返り咲いた。
1964年、ハロルド・ウィルソン党首のもとで労働党が政権与党になると、フットは閣僚入りを要請されるが、これを拒否。党内左派のリーダーとして移民の制限、EC共同市場への加盟、労働組合の改革、ベトナム戦争、ローデシアの独立等に反対し、政府と対立した。また、世襲貴族の投票権を廃止し、一代貴族だけで構成される貴族院を創設する政府の案に反対するため、保守党右派のイーノック・パウエルとも協力している。1967年には、党財務担当官の座を争ってジェームズ・キャラハンに挑戦したが、敗れてしまう。

### 閣僚入り
1970年以降労働党は左傾化し、それに伴ってウィルソン党首もフットとの折り合いをつけるようになってきた。1972年には副党首選挙に出馬するが、第2回投票でエドワード・ショート (Edward Short) に敗北する。
1974年、労働党はウィルソン党首のもとで再び政権に復帰し、フットは雇用大臣に任命された。彼はここで労働党と労働組合の関係を維持し、健康・安全労働法 (Health and Safety at Work Act) を制定するために力を発揮。欧州経済共同体 (EEC) 加盟を巡る1975年の国民投票で、反対派の大黒柱として存在感を発揮した。1975年、インドの政変の際は、ジェニー・リーらと共にインディラ・ガンディーを支援している。
1976年、ウィルソンが辞任すると党首選挙に出馬するもジェームズ・キャラハンに敗北。キャラハンの下で副党首・枢密院議長・庶民院院内総務に就任し、支持率を維持するために尽力した。

### 党首就任と総選挙敗北
1979年の総選挙で、労働党がマーガレット・サッチャー率いる保守党に敗れて下野すると、キャラハンは党首辞任を表明。それに伴って党首選挙が行われることになった。フットはキャラハン政権時代、副党首として党内のまとめ役となり積極的にキャラハンに協力したものの、従来の左派から反感を買っていた。また、キャラハンとわずか1歳違いという年齢（当時67歳）もあり、今回の党首選には意欲的ではなく、ピーター・ショア (Peter Shore) の支持に回るつもりであった。しかし、左派幹部からの強い説得を受ける形で出馬を表明した。キャラハンを含む党内右派はデニス・ヒーリーの党首就任を望んだが、その場合、トニー・ベン (Tony Benn) ら党内急進左派との亀裂がさらに深まる事態は避けがたく、フットも党首選においては、自分は党内に団結をもたらすのに最適な候補者である、と喧伝した。その結果、決選投票で右派が支持するヒーリーを破り、当選を果たした。
しかし、新党首に就任後すぐに深刻な危機に直面することになる。1981年、党内の左傾化を嫌って、党内右派のロイ・ジェンキンス、シャーリー・ウィリアムズ、デイヴィッド・オーウェン、ウィリアム・ロジャーズら複数の議員が労働党を離党し、社会民主党を結成する。彼らはメディアの注目を浴び、一時は世論調査で労働党を凌ぐほどの支持率を獲得する。
一方で党内急進左派は勢いを増し、1981年にはトニー・ベンが副党首の座を争ってデニス・ヒーリーに挑戦。ヒーリーは副党首の座を守ったものの、僅差に迫られてしまう。しかし、労働党の支持率は低迷を続け、次回総選挙までに労働党議員がフットに辞任を迫るのではないか、との観測が流れた。結局労働党はフット党首体制のまま1983年の総選挙に突入することになる。
1983年の総選挙に向けた労働党のマニフェストは、一方的核廃絶、高負担の税金、産業への積極的干渉、貴族院の廃止、銀行国有化、欧州経済共同体 (EEC) からの脱退など、より社会主義色が強いもので、党内右派のジェラルド・カウフマン (Gerald Kaufman) は、このマニフェストを「歴史上最も長い自殺の覚え書き」と表現した。事実このマニフェストは、中産階級の増加するイギリスにおいて時代錯誤とも言うべきものであり、一般有権者は労働党への不信を募らせ、労働党は総選挙で歴史的大敗を喫してしまう。フットはこの責任を取って党首を辞任。新党首にはニール・キノックが選ばれた。

### その後
党首辞任後も、1992年に引退するまで『悪魔の詩』でイスラム教徒からの非難を浴びたサルマン・ラシュディを擁護したり、ユーゴスラビアのスロボダン・ミロシェヴィッチ大統領を非難するなど（彼は英国‐クロアチア協会のパトロンでもあった）、議員として精力的に活動した。1987年からは、議会で最高齢の議員となっている。
1995年、サンデー・タイムズ紙に「フットはKGBのスパイだった」という見出しが掲載される。この記事は、ソ連からの亡命者、オレーグ・ゴルディエフスキーの記憶を元に書かれた新聞の連載を元にかかれたものだった。フットはこれを否定し、サンデー・タイムズに対して訴訟を起こした。また、この件に関してはトリビューン紙がフットを擁護している。
2006年、93歳の誕生日には、ジェームズ・キャラハンの92歳364日の記録を更新し、イギリスの党首経験者としては最高齢の人物となった。
2010年3月3日、96歳で死去。

## 人物
聡明な政治家であることは広く認められているが、選挙の顔としては機能せず、1983年の総選挙を大敗で終えたことから、その評価はきわめて低い。労働党員の間で行われた調査では、史上最低の党首に選ばれている。「インテリではあったが、大衆受けしなかった」「TV全盛の時代に対応できなかった」という評価が一般的である。

### サッカー
フットは幼い頃からプリマス・アーガイルFCの熱心なサポーターであり、数年間クラブの理事として働いたこともあった。90歳の誕生日プレゼントとして、クラブは彼を選手として登録し、90番の背番号を与えた。これにより、フットはサッカー史上最高齢の選手となる。彼はこのことを受け、「チームがプレミアリーグに復帰するまで、“故障”はできないな」とコメントした。

### 家族
フットの父・アイザック・フット (Isaac Foot) は、プリマスで法律事務所を開業した事務弁護士であった。彼はまた、自由党のメンバーでもあり、1922年 – 1924年、1929年 – 1935年の間、庶民院議員・プリマス市長を務めていた。
兄弟も政治家で、兄に庶民院議員のディングル・フット (Dingle Foot)、自由党の政治家ジョン・フット (John Foot)、キプロス総督・国連大使のヒュー・フット (Hugh Foot) がいる。また、甥（ヒューの息子）のポール・フット (Paul Foot) はジャーナリストである。
1949年、フェミニストで歴史家でもあるジル・クレイギーと結婚している。2007年、1970年代前半にフットが不倫をし、相手の女性に多くの金額を費やしていたことが明らかになった。妻ジルは、いつもは服装にこだわらないフットが、急に身だしなみに気を使うようになってから疑いを持つようになったという。ジルは1999年に死去した。

## 書籍

### フットの著作
- "Cato". Guilty Men. Left Book Club. 1940.
- "Brendan and Beverley" (as "Cassius"). Victor Gollancz. 1940.
- Foot, Michael: The Pen and the Sword. MacGibbon and Kee. 1957. ISBN 0-261-61989-6
- Foot, Michael: Aneurin Bevan. MacGibbon and Kee. 1962 (vol 1); 1973 (vol 2) ISBN 0-261-61508-4
- Foot, Michael: Debts of Honour. Harper and Row. 1981. ISBN 0-06-039001-8
- Foot, Michael: Another Heart and Other Pulses. Collins. 1984.
- Foot, Michael: H. G.: The History of Mr Wells. Doubleday. 1985.
- Foot, Michael: Loyalists and Loners. Collins. 1986.
- Foot, Michael: Politics of Paradise. HarperCollins. 1989. ISBN 0-06-039091-3
- Foot, Michael: 'Introduction' in Swift, Jonathan. Gulliver's Travels. Penguin (Penguin Classics), 1967 & 1985.
- Foot, Michael (1997). “Bevan's Message to the World”. In Goodman, Geoffrey (ed.). The State of the Nation: The Political Legacy of Aneurin Bevan. London: Gollancz. pp. 179–207. ISBN 0575063084
- Foot, Michael: 'Introduction' in Russell, Bertrand: Autobiography (Routledge, 1998)
- Foot, Michael: Dr Strangelove, I Presume (Gollancz, 1999)
- Foot, Michael: The Uncollected Michael Foot (ed Brian Brivati, Politicos Publishing, 2003)
- Foot, Michael: 'Foreword' in Rosen, Greg: Old Labour to New (Methuen Publishing, 2005)
- Foot, Michael: Isaac Foot: A West Country Boy - Apostle of England. (Politicos, 2006)

### フットに関する著作
- Hoggart, Simon; & Leigh, David. Michael Foot: a Portrait. Hodder. 1981. ISBN 0-340-27040-3
- Jones, Mervyn. Michael Foot. Gollancz. 1993. ISBN 0-575-05933-8
- Morgan, Kenneth O. Michael Foot: A Life. HarperPress (HarperCollins) 2007. ISBN 978-0-00-717826-1